# Volta à Suíça de 2010
A 74ª edição da Volta à Suíça disputou-se entre 12 e 20 de junho de 2010, com um percurso de 1.353,1 km distribuídos em nove etapas, com início em Lugano e final em Liestal.
A corrida fez parte do UCI World Calendar de 2010 como corrida UCI ProTour.
O vencedor final foi Fränk Schleck (quem também fez-se com uma etapa). Acompanharam-lhe no pódio Lance Armstrong e Jakob Fuglsang, respetivamente.
Nas classificações secundárias impuseram-se Marcus Burghardt (pontos), Mathias Frank (montanha e sprints) e Saxo Bank (equipas).

## Equipas participantes
Tomaram parte na corrida 21 equipas: as 18 equipas de categoria UCI ProTeam (ao ser obrigada sua participação); mais 3 de categoria Profissional Continental mediante convite da organização (BMC Racing Team, Cervélo Teste Team e Vacansoleil Pro Cycling Team). Formando assim um pelotão de 179 ciclistas, de 8 corredores a cada equipa (exceto a FDJ que saiu com 7), dos que acabaram 115. As equipas participantes foram:
| - Team Saxo Bank - Team Katusha - Liquigas-Doimo - Astana - Team HTC-Columbia - BMC Racing Team - Omega Pharma-Lotto | - Cervélo Teste Team - Caisse d'Epargne - Lampre-Farnese Vini - Rabobank - Euskaltel-Euskadi - Quick Step - Team RadioShack - Garmin-Transitions | - Sky Professional Cycling Team - Vacansoleil Pro Cycling Team - Ag2r La Mondiale - Team Milram - FDJ - Footon-Servetto |

## Etapas

### Etapa 1.12 de junhode2010.Lugano-Lugano, 7,6km (CRI)
|   | Ciclista          | Equipa         | Tempo   |
| - | ----------------- | -------------- | ------- |
| 1 | Fabian Cancellara | Saxo Bank      | 10' 21" |
| 2 | Roman Kreuziger   | Liquigas-Doimo | + 1"    |
| 3 | Tony Martin       | HTC-Columbia   | + 3"    |
| 4 | Peter Sagan       | Liquigas-Doimo | + 3"    |
| 5 | Dries Devenyns    | Quick Step     | + 10"   |

|   | Ciclista          | Equipa         | Tempo   |
| - | ----------------- | -------------- | ------- |
| 1 | Fabian Cancellara | Saxo Bank      | 10' 21" |
| 2 | Roman Kreuziger   | Liquigas-Doimo | + 1"    |
| 3 | Tony Martin       | HTC-Columbia   | + 3"    |
| 4 | Peter Sagan       | Liquigas-Doimo | + 3"    |
| 5 | Dries Devenyns    | Quick Step     | + 10"   |

### Etapa 2.13 de junhode2010.Ascona-Sierre, 167,5km
|   | Ciclista          | Equipa             | Tempo      |
| - | ----------------- | ------------------ | ---------- |
| 1 | Heinrich Haussler | Cervélo Teste Team | 4h 25' 16" |
| 2 | Pablo Urtasun     | Euskaltel-Euskadi  | m.t.       |
| 3 | Marco Marcato     | Vacansoleil        | m.t.       |
| 4 | Óscar Freire      | Rabobank           | m.t.       |
| 5 | Gerald Ciolek     | Milram             | m.t.       |

|   | Ciclista            | Equipa         | Tempo      |
| - | ------------------- | -------------- | ---------- |
| 1 | Fabian Cancellara   | Saxo Bank      | 4h 35' 37" |
| 2 | Roman Kreuziger     | Liquigas-Doimo | + 1"       |
| 3 | Tony Martin         | HTC-Columbia   | + 3"       |
| 4 | Dries Devenyns      | Quick Step     | + 10"      |
| 5 | Gustav Erik Larsson | Saxo Bank      | + 11"      |

### Etapa 3.14 de junhode2010.Sierre-Schwarzenburg, 196,6km
|   | Ciclista             | Equipa           | Tempo      |
| - | -------------------- | ---------------- | ---------- |
| 1 | Fränk Schleck        | Saxo Bank        | 5h 02' 21" |
| 2 | Rigoberto Urán (COL) | Caisse d'Epargne | m.t.       |
| 3 | Bauke Mollema        | Rabobank         | + 3"       |
| 4 | Steve Morabito       | Astana           | + 3"       |
| 5 | Matteo Carrara       | Vacansoleil      | + 3"       |

|   | Ciclista          | Equipa           | Tempo      |
| - | ----------------- | ---------------- | ---------- |
| 1 | Tony Martin       | HTC-Columbia     | 9h 38' 04" |
| 2 | Fabian Cancellara | Saxo Bank        | + 1"       |
| 3 | Thomas Lövkvist   | Sky              | + 9"       |
| 4 | Rigoberto Urán    | Caisse d'Epargne | + 10"      |
| 5 | Dries Devenyns    | Quick Step       | + 11"      |

### Etapa 4.15 de junhode2010.Schwarzenburg-Wettingen, 192,2km
|   | Ciclista            | Equipa              | Tempo      |
| - | ------------------- | ------------------- | ---------- |
| 1 | Alessandro Petacchi | Lampre-Farnese Vini | 4h 57' 33" |
| 2 | Matti Breschel      | Saxo Bank           | m.t.       |
| 3 | Marco Marcato       | Vacansoleil         | m.t.       |
| 4 | José Joaquín Rojas  | Caisse d'Epargne    | m.t.       |
| 5 | Robbie McEwen       | Katusha             | m.t.       |

|   | Ciclista          | Equipa           | Tempo       |
| - | ----------------- | ---------------- | ----------- |
| 1 | Tony Martin       | HTC-Columbia     | 14h 35' 37" |
| 2 | Fabian Cancellara | Saxo Bank        | + 1"        |
| 3 | Thomas Lövkvist   | Sky              | + 9"        |
| 4 | Rigoberto Urán    | Caisse d'Epargne | + 10"       |
| 5 | Dries Devenyns    | Quick Step       | + 11"       |

### Etapa 5.16 de junhode2010.Wettingen-Frutigen, 172,5km
|   | Ciclista         | Equipa              | Tempo      |
| - | ---------------- | ------------------- | ---------- |
| 1 | Marcus Burghardt | BMC Racing          | 4h 21' 23" |
| 2 | Martijn Maaskant | Garmin-Transitions  | + 2"       |
| 3 | Daniel Oss       | Liquigas-Doimo      | + 47"      |
| 4 | Robbie McEwen    | Katusha             | m.t.       |
| 5 | Diego Ulissi     | Lampre-Farnese Vini | m.t.       |

|   | Ciclista          | Equipa           | Tempo       |
| - | ----------------- | ---------------- | ----------- |
| 1 | Tony Martin       | HTC-Columbia     | 18h 57' 47" |
| 2 | Fabian Cancellara | Saxo Bank        | + 1"        |
| 3 | Thomas Lövkvist   | Sky              | + 9"        |
| 4 | Rigoberto Urán    | Caisse d'Epargne | + 10"       |
| 5 | Dries Devenyns    | Quick Step       | + 11"       |

### Etapa 6.17 de junhode2010.Meiringen-La Punt, 213,3km
|   | Ciclista          | Equipa           | Tempo      |
| - | ----------------- | ---------------- | ---------- |
| 1 | Robert Gesink     | Rabobank         | 6h 20' 53" |
| 2 | Rigoberto Urán    | Caisse d'Epargne | + 42"      |
| 3 | Joaquim Rodríguez | Katusha          | m.t.       |
| 4 | Oliver Zaugg      | Liquigas-Doimo   | m.t.       |
| 5 | Lance Armstrong   | RadioShack       | m.t.       |

|   | Ciclista          | Equipa           | Tempo       |
| - | ----------------- | ---------------- | ----------- |
| 1 | Robert Gesink     | Rabobank         | 25h 18' 57" |
| 2 | Rigoberto Urán    | Caisse d'Epargne | + 29"       |
| 3 | Steve Morabito    | BMC Racing       | + 36"       |
| 4 | Fränk Schleck     | Saxo Bank        | + 38"       |
| 5 | Joaquim Rodríguez | Katusha          | + 42"       |

### Etapa 7.18 de junhode2010.Savognin-Wetzikon, 204,1km
|   | Ciclista          | Equipa             | Tempo      |
| - | ----------------- | ------------------ | ---------- |
| 1 | Marcus Burghardt  | BMC Racing         | 4h 52' 02" |
| 2 | Óscar Freire      | Rabobank           | + 1' 01"   |
| 3 | Greg Van Avermaet | Omega Pharma-Lotto | m.t.       |
| 4 | Manuel Quinziato  | Liquigas-Doimo     | m.t.       |
| 5 | Luis León Sánchez | Caisse d'Epargne   | m.t.       |

|   | Ciclista          | Equipa           | Tempo       |
| - | ----------------- | ---------------- | ----------- |
| 1 | Robert Gesink     | Rabobank         | 30h 15' 59" |
| 2 | Rigoberto Urán    | Caisse d'Epargne | + 29"       |
| 3 | Steve Morabito    | BMC Racing       | + 36"       |
| 4 | Fränk Schleck     | Saxo Bank        | + 38"       |
| 5 | Joaquim Rodríguez | Katusha          | + 42"       |

### Etapa 8.19 de junhode2010.Wetzikon-Liestal, 172,4km
|   | Ciclista           | Equipa             | Tempo      |
| - | ------------------ | ------------------ | ---------- |
| 1 | Rui Costa          | Caisse d'Epargne   | 4h 10' 32" |
| 2 | Luis León Sánchez  | Caisse d'Epargne   | + 15"      |
| 3 | Maxime Monfort     | HTC-Columbia       | + 19"      |
| 4 | Sandy Casar        | Française des Jeux | + 34"      |
| 5 | Alessandro Vanotti | Liquigas-Doimo     | m.t.       |

|   | Ciclista          | Equipa           | Tempo       |
| - | ----------------- | ---------------- | ----------- |
| 1 | Robert Gesink     | Rabobank         | 34h 27' 47" |
| 2 | Rigoberto Urán    | Caisse d'Epargne | + 29"       |
| 3 | Steve Morabito    | BMC Racing       | + 36"       |
| 4 | Fränk Schleck     | Saxo Bank        | + 38"       |
| 5 | Joaquim Rodríguez | Katusha          | + 42"       |

### Etapa 9.20 de junhode2010.Liestal-Liestal, 26,9km (CRI)
|   | Ciclista            | Equipa             | Tempo   |
| - | ------------------- | ------------------ | ------- |
| 1 | Tony Martin         | HTC-Columbia       | 32' 21" |
| 2 | Fabian Cancellara   | Saxo Bank          | + 17"   |
| 3 | David Zabriskie     | Garmin-Transitions | + 29"   |
| 4 | Gustav Erik Larsson | Saxo Bank          | + 48"   |
| 5 | Levi Leipheimer     | RadioShack         | m.t.    |

|   | Ciclista        | Equipa     | Tempo       |
| - | --------------- | ---------- | ----------- |
| 1 | Fränk Schleck   | Saxo Bank  | 35h 02' 00" |
| 2 | Lance Armstrong | RadioShack | + 12"       |
| 3 | Jakob Fuglsang  | Saxo Bank  | + 17"       |
| 4 | Steve Morabito  | BMC Racing | + 23"       |
| 5 | Robert Gesink   | Rabobank   | + 27"       |

## Classificações

### Classificação geral
| Posição | Ciclista          | Equipa           | Tempo       |
| ------- | ----------------- | ---------------- | ----------- |
|         | Fränk Schleck     | Saxo Bank        | 35h 02' 00" |
| 2       | Lance Armstrong   | RadioShack       | + 12"       |
| 3       | Jakob Fuglsang    | Saxo Bank        | + 17"       |
| 4       | Steve Morabito    | BMC Racing       | + 23"       |
| 5       | Robert Gesink     | Rabobank         | + 27"       |
| 6       | Tony Martin       | HTC-Columbia     | m.t.        |
| 7       | Rigoberto Urán    | Caisse d'Epargne | + 33"       |
| 8       | Andreas Klöden    | RadioShack       | + 48"       |
| 9       | Joaquim Rodríguez | Katusha          | + 1' 09"    |
| 10      | Levi Leipheimer   | RadioShack       | + 1' 14"    |

### Classificação por pontos
| Posição | Ciclista           | Equipa           | Pontos |
| ------- | ------------------ | ---------------- | ------ |
|         | Marcus Burghardt   | BMC Racing       | 50     |
| 2       | José Joaquín Rojas | Caisse d'Epargne | 50     |
| 3       | Marco Marcato      | Vacansoleil      | 43     |
| 4       | Fabian Cancellara  | Saxo Bank        | 36     |
| 5       | Tony Martin        | HTC-Columbia     | 33     |

### Classificação da montanha
| Posição | Ciclista         | Equipa            | Pontos |
| ------- | ---------------- | ----------------- | ------ |
|         | Mathias Frank    | BMC Racing        | 49     |
| 2       | Wouter Poels     | Vacansoleil       | 40     |
| 3       | Robert Gesink    | Rabobank          | 21     |
| 4       | Aitor Hernández  | Euskaltel-Euskadi | 19     |
| 5       | Marcus Burghardt | BMC Racing        | 18     |

### Classificação por equipas
| Posição | Equipa           | Tempo        |
| ------- | ---------------- | ------------ |
|         | Saxo Bank        | 105h 03' 40" |
| 2       | RadioShack       | + 4' 34"     |
| 3       | Caisse d'Epargne | + 16' 33"    |
| 4       | Sky              | + 17' 05"    |
| 5       | Vacansoleil      | + 18' 21"    |

## Evolução das classificações
| Etapa (Vencedor)                  | Classificação geral | Classificação por pontos | Classificação da montanha | Classificação dos sprints | Classificação por equipas |
| --------------------------------- | ------------------- | ------------------------ | ------------------------- | ------------------------- | ------------------------- |
| Etapa 1 (CRI) (Fabian Cancellara) | Fabian Cancellara   | não se entregou          | Fabian Cancellara         | não se entregou           | Liquigas-Doimo            |
| Etapa 2 (Heinrich Haussler)       | Fabian Cancellara   | Mathias Frank            | Heinrich Haussler         | Matthias Russ             | Liquigas-Doimo            |
| Etapa 3 (Fränk Schleck)           | Tony Martin         | Alexandre Pliuschin      | Heinrich Haussler         | Matthias Russ             | Saxo Bank                 |
| Etapa 4 (Alessandro Petacchi)     | Tony Martin         | Aitor Hernández          | Marco Marcato             | Steve Morabito            | Saxo Bank                 |
| Etapa 5 (Marcus Burghardt)        | Tony Martin         | Aitor Hernández          | Marco Marcato             | Javier Aramendia          | Saxo Bank                 |
| Etapa 6 (Robert Gesink)           | Robert Gesink       | Wouter Poels             | Marco Marcato             | Javier Aramendia          | Saxo Bank                 |
| Etapa 7 (Marcus Burghardt)        | Robert Gesink       | Mathias Frank            | Marcus Burghardt          | Mathias Frank             | Saxo Bank                 |
| Etapa 8 (Rui Costa)               | Robert Gesink       | Mathias Frank            | Marcus Burghardt          | Mathias Frank             | Saxo Bank                 |
| Etapa 9 (CRI) (Tony Martin)       | Fränk Schleck       | Mathias Frank            | Marcus Burghardt          | Mathias Frank             | Saxo Bank                 |
| Final                             | Fränk Schleck       | Mathias Frank            | Marcus Burghardt          | Mathias Frank             | Saxo Bank                 |